# Terminal (film, 2018)
Pour les articles homonymes, voir Terminal.
Pour plus de détails, voir Fiche technique et Distribution.
Terminal est un film dramatique américain-britannique-hongrois réalisé par Vaughn Stein, sorti en 2018.

## Synopsis
Dans un terminal de gare comme coupé du monde où des assassins viennent chercher le contrat de leur prochaine mission débarque une femme fatale passée maître dans l'art du déguisement.
Tueuse à gage, serveuse ou strip-teaseuse, la blonde létale use de tous les artifices pour se débarrasser de cette fourmilière du crime.

## Fiche technique
- Titre original et français : Terminal
- Réalisation et scénario : Vaughn Stein
- Photographie : Christopher Ross
- Montage : Johannes Bock et Alex Marquez
- Musique : Anthony Clarke et Rupert Gregson-Williams
- Production : Tom Ackerley (en), David Barron, Arianne Fraser, Molly Hassell, Teun Hilte, Sophia Kerr, Josey McNamara et Margot Robbie
- Sociétés de production : Beagle Pug Films, Highland Film Group et LuckyChap Entertainment (en)
- Sociétés de distribution : RLJE Films et Arrow Films
- Pays d'origine : États-Unis, Royaume-Uni et Hongrie
- Langue : anglais
- Format : couleur
- Genre : drame, thriller
- Durée : 95 minutes
- Dates de sortie : 
  - États-Unis : 11 mai 2018
  - Royaume-Uni : 6 juillet 2018
  - France : 25 septembre 2018 (en vidéo)

## Distribution
- Margot Robbie (VF : Dorothée Pousséo ; VQ : Catherine Brunet) : Annie/Bonnie
- Simon Pegg (VF : Michelangelo Marchese ; VQ : Frédéric Desager) : Bill
- Dexter Fletcher (VF : Philippe Résimont ; VQ : Sylvain Hétu) : Vince
- Max Irons (VF : Bruno Mullenaerts ; VQ : Nicolas Bacon) : Alfred
- Mike Myers (VF : Michel Hinderyckx ; VQ : Benoit Rousseau) : Clinton/Mr. Franklyn
- Katarina Čas : Chloe Merryweather
- Nick Moran (VQ : Patrick Chouinard) : Illing
- Jourdan Dunn (VQ : Jessica Léveillée-Lemay) : Conejo
- Matthew Lewis (VQ : David Laurin) : Lenny
- Thomas Turgoose (VQ : Sébastien René) : Raymond
- Jay Simpson : Danny
- Ben Griffin : Toby
- Robert Goodman : le prêtre
- Paul Reynolds (VQ : Hugolin Chevrette) : le docteur

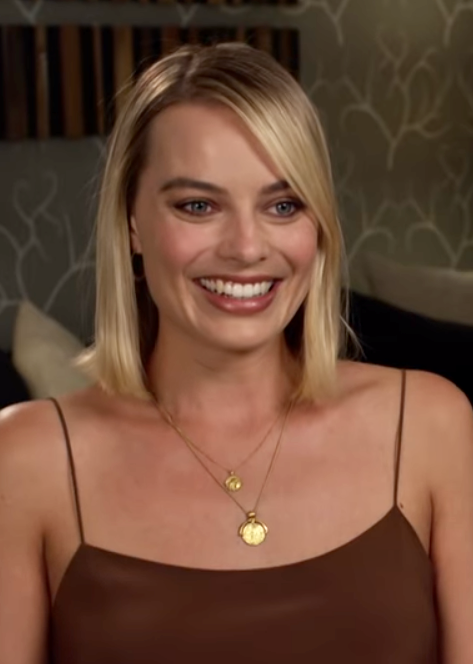
L'actrice principale Margot Robbie, l'année de sortie du film.

 Source et légende : version française (VF) sur RS Doublage ; version québécoise (VQ) sur Doublage.qc.ca et YouTube

## Production
Le 26 février 2016, il a été annoncé que Vaughn Stein sera le réalisateur et scénariste avec comme vedette Margot Robbie. Le 26 mai 2016, les acteurs Simon Pegg, Dexter Fletcher, Max Irons et Mike Myers rejoignent le casting.
Le tournage a eu lieu à Budapest en Hongrie.
En janvier 2018, RLJE Films a acquis les droits de distribution du film. Puis en février 2018, Arrow Films a acquis les droits de distribution du film au Royaume-Uni.